# 越南—蒲隆地關係
越南－布隆迪关系是指越南社会主义共和国和蒲隆地共和國之间的双边关系。兩國均為不結盟運動、77國集團、法文國家及地區國際組織成員國。

## 政治交流
冷战初期的布隆迪与北越及越南共和國均甚少往来。但是在布隆迪建立共和制后，该国于1973年4月16日与越南南方共和国建立邦交，其后更于1975年4月16日与越南民主共和国建立外交关系，两越统一后，越南社会主义共和国继承了前二者与布隆迪的外交关系。
1997年11月14日至16日，法文國家及地區國際組織峰会在越南河内举行，布隆迪总理帕斯卡爾-菲爾曼前往越南参会，并访问越南。
2022年6月，两国政府代表签署对外交和公务护照持有人免签证协议。2025年，蒲隆地總統埃瓦里斯特·恩達伊施米耶首访越南，开启了双边高层互访。
目前两国暂未在對方首都互設大使館，越南對布隆迪的相關事務由越南駐坦桑尼亚大使館兼辖。而布隆迪对越南的相關事務由布隆迪驻中华人民共和国大使馆兼辖。越南還在蒲隆地第一大城市布松布拉設立了名譽領事馆，以发展双边关系。

## 经济

### 贸易
2019年，越、布双边贸易额達到165萬美元。

### 投资
据越南計劃投資部统计，自2015年起，越南軍用電子電信斥资2亿美元与布隆迪政府合资建立了Lumitel电信公司，为越南在布隆迪最大的投资案。
该企业为布隆迪四大电信企业之一，在布隆迪全国有889個基地收發機站，在布隆迪的行動通訊市場佔有率約为全国总用户数的一半左右。